# Hyponerita ishima
Hyponerita ishima là một loài bướm đêm thuộc phân họ Arctiinae, họ Erebidae.